# Bérat
Bérat (em occitano:  Berat) é uma comuna francesa na região administrativa da Occitânia, no departamento do Alto Garona. Estende-se por uma área de 24.46 km², com 3.015 habitantes, segundo o censo de 2018, com uma densidade de 120 hab/km².